# Jean-François Paul de Gondi
Jean-François Paul de Gondi de Retz (20. září 1613 v Montmirail – 24. srpna 1679 v Paříži) byl francouzský římskokatolický kněz a v letech 1654–1662 arcibiskup pařížský. V roce 1652 byl jmenován kardinálem. Je známý svými pamětmi, které vyšly až po jeho smrti v roce 1717.

## Životopis
Jean-François Paul de Gondi byl v mládí určen pro kněžskou dráhu, ačkoliv se sám chtěl stát raději vojákem. Jeho strýcem byl Jean-François de Gondi, první pařížský arcibiskup a v roce 1643 se stal v jeho diecézi koadjutorem. Papež Inocenc X. jej dne 19. února 1652 jmenoval kardinálem s titulem kardinál-kněz u kostela Santa Maria sopra Minerva.
Účastnil se Frondy od jejího počátku a stal se prostředníkem mezi královnou Annou Rakouskou a parlamentáři. Když se v říjnu 1652 král Ludvík XIV. vrátil do Paříže, jedním z prvních činů kardinála Mazarina bylo Gondiho uvěznění 16. prosince na zámku Vincennes.
Dne 21. března 1654 zemřel jeho strýc, pařížský arcibiskup a kardinál Gondi nastoupil na jeho místo, i když byl stále ve vězení i přes intervence přátel a dokonce i papeže. Poté byl držen v domácím vězení na zámku v Nantes, odkud se mu podařilo uprchnout do Španělska a poté do Říma. Mazarin vyhlásil v arcibiskupství sedisvakanci. Gondi jmenoval vikáře, který spravoval diecézi místo něj. V roce 1655 nastoupil na papežský stolec Alexandr VII. zvolený s podporou kardinála Gondiho. Mazarin jej vylíčil papeži jako utajeného jansenistu, což Alexandr VII. odmítl. Kardinál se uchýlil na svůj zámek v Commercy, který v roce 1640 zdědil po své matce.
Cestoval po Evropě a zajímal se o politiku. Když v roce 1661 kardinál Mazarin zemřel, doufal ve svůj návrat, ale podcenil nelibost Ludvíka XIV. V roce 1662 tedy rezignoval na svůj arcibiskupský úřad. Na oplátku obdržel opatství Saint-Denis s vysokým beneficiem. Do Paříže se mohl vrátit v roce 1668. Pokračoval v politice, ale pouze při jednáních mezi Paříží a Římem. Zabránil papeži Alexandru VII. exkomunikovat Pařížský parlament, který se připojil k Sorbonně v boji proti dogmatu papežské neomylnosti.
Zemřel 24. srpna 1679 v klášteře Saint-Denis, kde byl pohřben.

## Dílo
- Paul de Gondi, Paměti, Praha : Odeon, 1973.